# 東京都歯科医師会
公益社団法人東京都歯科医師会（とうきょうとしかいしかい 英称 Tokyo Dental Association）は、東京都の歯科医師を会員とする公益法人。

## 本部所在地
- 〒102-8241 東京都千代田区九段北4丁目1番20号

## 郡市歯科医師会
- 千代田区歯科医師会
- 麹町歯科医師会
- 丸の内歯科医師会
- 日本橋歯科医師会
- 京橋歯科医師会
- 港区芝歯科医師会
- 麻布赤坂歯科医師会
- 文京区歯科医師会
- 小石川歯科医師会
- 台東区歯科医師会
- 浅草歯科医師会
- 本所歯科医師会
- 向島歯科医師会
- 足立区歯科医師会
- 深川歯科医師会
- 城東歯科医師会
- 葛飾区歯科医師会
- 江戸川区歯科医師会
- 牛込歯科医師会
- 四谷歯科医師会
- 新宿区歯科医師会
- 渋谷区歯科医師会
- 中野区歯科医師会
- 杉並区歯科医師会
- 品川歯科医師会
- 荏原歯科医師会
- 目黒区歯科医師会
- 大森歯科医師会
- 蒲田歯科医師会
- 世田谷区歯科医師会
- 玉川歯科医師会
- 豊島区歯科医師会
- 滝野川歯科医師会
- 北歯科医師会
- 荒川区歯科医師会
- 板橋区歯科医師会
- 練馬区歯科医師会
- 西多摩歯科医師会
- 八南歯科医師会
- 町田市歯科医師会
- 武蔵野市歯科医師会
- 府中市歯科医師会
- 国立市歯科医師会
- 三鷹市歯科医師会
- 小金井歯科医師会
- 国分寺市歯科医師会
- 東久留米市歯科医師会
- 立川市歯科医師会
- 小平市歯科医師会
- 東村山市歯科医師会
- 西東京市歯科医師会
- 武蔵村山市歯科医師会
- 昭島市歯科医師会
- 調布市歯科医師会
- 清瀬市歯科医師会
- 東大和市歯科医師会
- 狛江市歯科医師会